# ボルボ・164
ボルボ・164は、スウェーデンの 自動車メーカー ・ボルボが1968年から1974年まで生産した、当時のボルボの最上級乗用車である。同社としては初めての高級車市場への参入であった。
164の基本的な成り立ちは、2年前にデビューしたボルボ・140シリーズの直列4気筒エンジンに2気筒追加した直列6気筒3,000ccエンジンを、延長したフロントエンドに搭載したものである。6気筒化に合わせてギアボックスやステアリング機構は新設計されている。AT車についてはボルボでは初めてのパワーステアリングも標準装備された。ボディは4ドアセダンのみの設定であった。
内装も木目パネルやオプションで選べる本革シートなど、それなりの装備が設定されていたが、すでにこのクラスの高級車では常識となっていたパワーウインドウについては、故障時の安全性に確信が持てないとして採用されなかった。
1971年までの164にはゼニス製ツインキャブレターが装備されていたが、1972年モデル以降はボッシュ製のD-ジェトロニック電子式燃料噴射システムが搭載され、性能と排気ガスのクリーン化を実現した「164E」となった。また、1973年には144同様にダッシュボードも刷新され、1974年には衝撃吸収バンパーが標準装備となった。
164は1974年に後継車種として、ルノー・30、プジョー・604と共通である2,700ccのV型6気筒SOHCPRVエンジンを搭載したボルボ・264が登場した後もしばらく並行生産され、1975年までに146,008台が生産された。日本にも当時のボルボ輸入代理店であった北欧自動車によって輸入され、ヤナセが販売した。

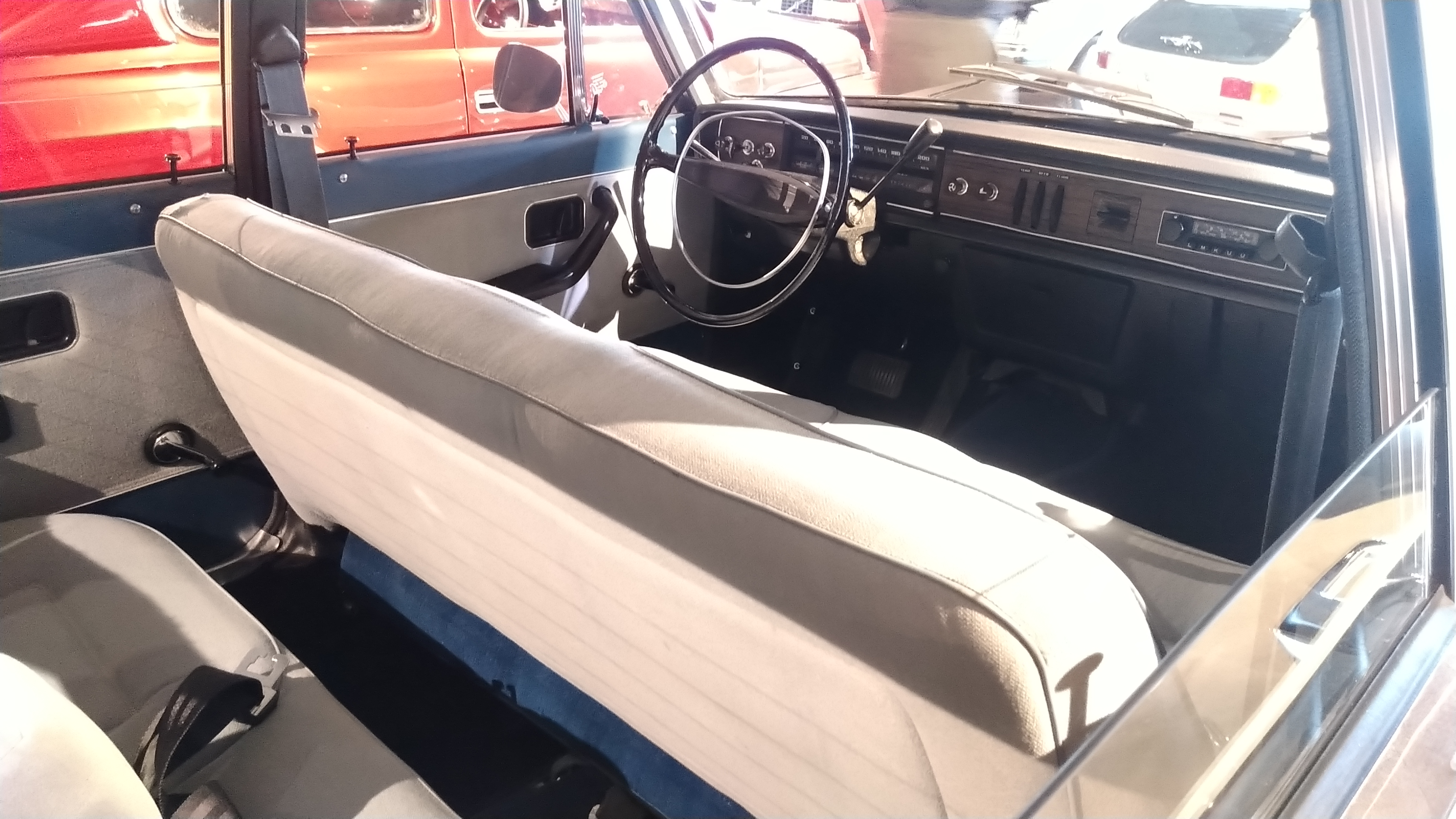
Volvo 164